# 忠利集團大廈
22°16′39″N 114°09′58″E / 22.2775349°N 114.166097317°E

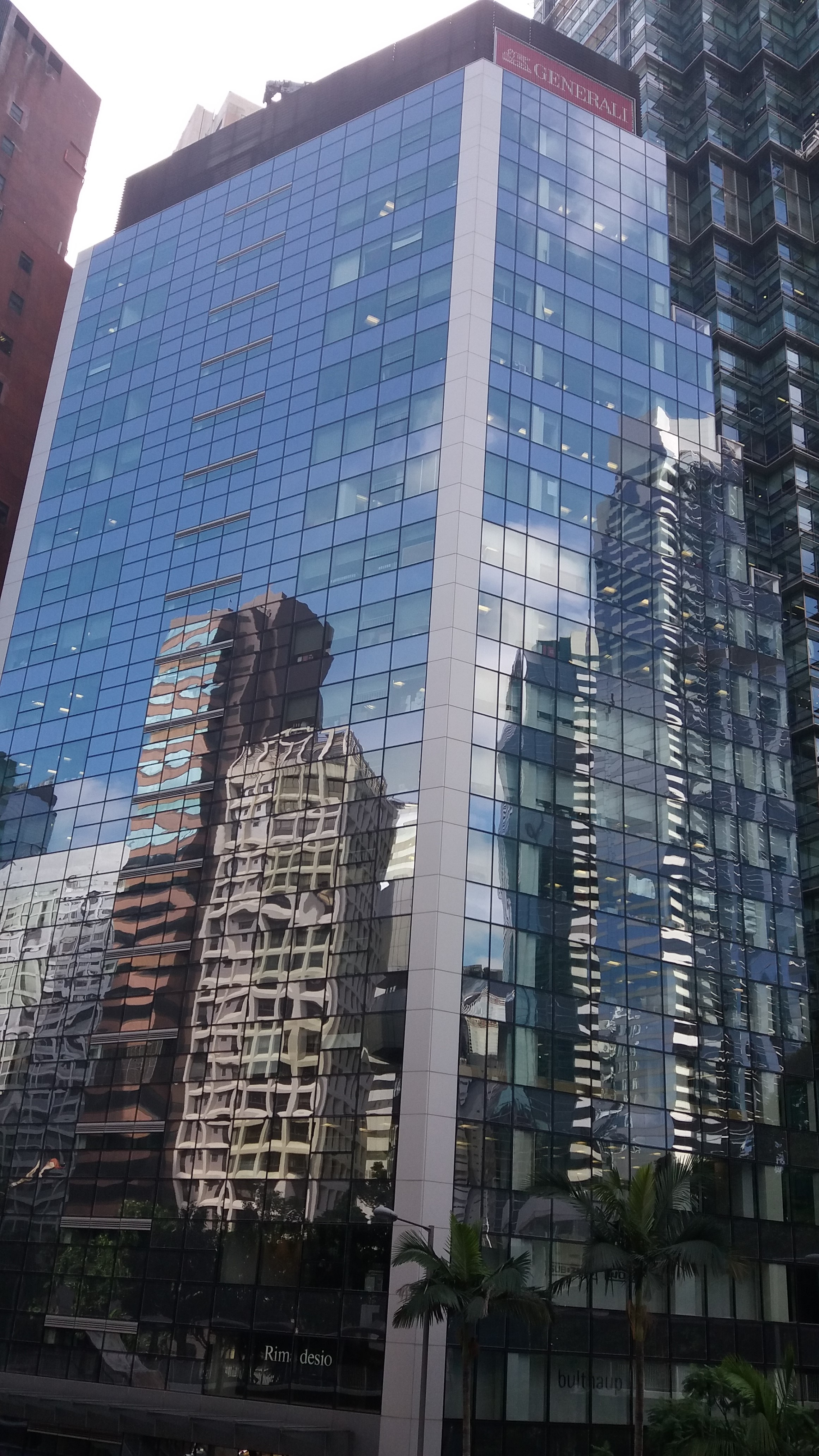
忠利集團大廈

8QRE（前稱：忠利集團大廈、皇后大道東八號或先施保險大廈）為位於灣仔皇后大道東6至10號的寫字樓。大廈樓高19層，各層建築面積約2,744至3,854方呎，全幢總樓面約81,346方呎。大廈在2013年曾進行大型翻新。目前由仲量聯行負責管理。

## 歷史
2008年3月，太古地產向恒基地產以7億港元購入先施保險大廈約10萬方呎樓面。消息指恒基多年前曾進行收購，不過一直無法購得全部業權。
2009年，太古地產購入皇后大道東八號後，為大廈內部進行改建及安裝玻璃幕牆，由新昌營造負責承建。大廈在2013年完成翻新後將全幢租予忠利保險作為總部，月租約376萬元，租期長達10年。忠利保險又將大廈地下4層分租予烹飪設備代理商麥迪森（Madison）作陳列室之用，月租約87萬元。
2019年3月13日，美國共享工作空間營運商WeWork向太古地產預租忠利集團大廈全幢寫字樓合共約67100方呎樓面，估計月租約503萬元，呎租約75元。
2022年3月28日共享工作空間IWG公布，皇后大道東8號8QRE全幢18層寫字樓，涉及6.48萬方呎，並預計今年7月開幕，項目將提供超過 900 個辦公位置及70間私人辦公室，同時預留五層空間作企業專屬套間